# 8 Brygada Ochrony Pogranicza

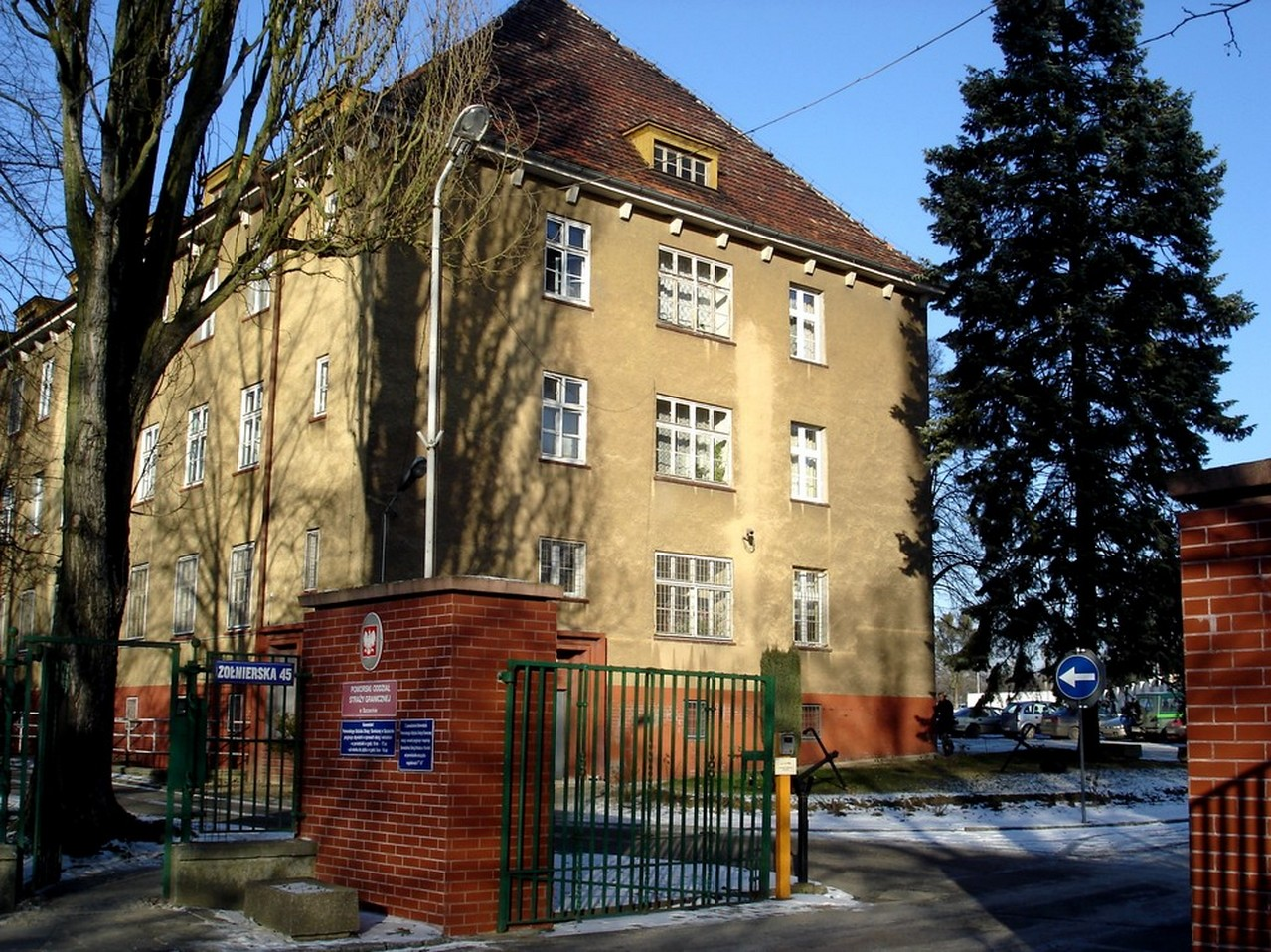
W tym budynku mieścił się sztab brygady

8 Brygada Ochrony Pogranicza – zlikwidowany związek taktyczny Wojsk Ochrony Pogranicza pełniący służbę graniczną na granicy polsko-niemieckiej.

## Formowanie i zmiany organizacyjne
8 Brygada Ochrony Pogranicza JW 1823 (Zarządzenie SzSG Nr 053/Org. 30 marca 1946) została sformowana w 1948 na bazie Szczecińskiego Oddziału WOP nr 3, na podstawie rozkazu MON nr055/org. z 20 marca 1948. Brygada posiadała pięć batalionów, a stan etatowy wynosił 1886 żołnierzy i 12 pracowników cywilnych. Podporządkowana została Głównemu Inspektoratowi Ochrony Pogranicza. Zaopatrzenie nadal realizowane było przez kwatermistrzostwo okręgu wojskowego. Rozkazem Ministra Obrony Narodowej nr 205/Org. z 4 grudnia 1948, z dniem 1 stycznia 1949, Wojska Ochrony Pogranicza podporządkowano Ministerstwu Bezpieczeństwa Publicznego, a zaopatrzenie brygady przejęła Komenda Wojewódzka MO.
W 1949 sformowano batalion kontroli granicznej Szczecin i 5 strażnic liniowych. W 1950 został on przeformowany w batalion portowy WOP Szczecin.
Sztab brygady stacjonował w Szczecinie.
Aby nadać ochronie granic większą rangę, podkreślano wojskowy charakter formacji. Od 1 stycznia 1950 powrócono w nazwach jednostek do wcześniejszego określania: „Wojska Ochrony Pogranicza”. Z dniem 1 stycznia 1951 weszła w życie nowa numeracja batalionów i brygad Wojsk Ochrony Pogranicza. Na bazie 8 Brygady Ochrony Pogranicza powstała 12 Brygada WOP.

## Struktura organizacyjna
W 1948:

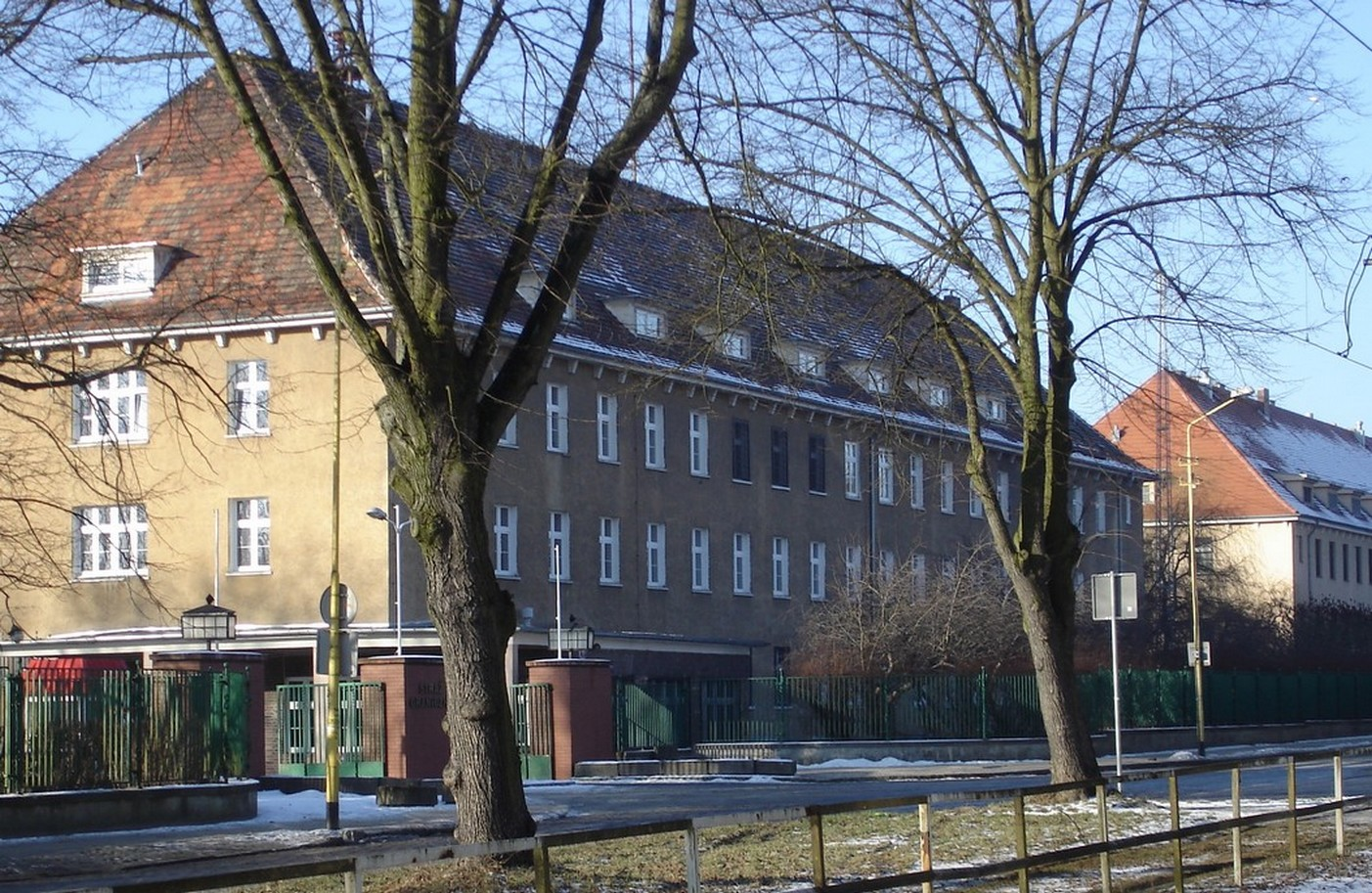
W tych koszarach stacjonował batalion ochrony pogranicza nr 42

- dowództwo, sztab i pododdziały dowodzenia
- samodzielny batalion ochrony pogranicza nr 38 – Mieszkowice
- samodzielny batalion ochrony pogranicza nr 40 – Chojna
- samodzielny batalion ochrony pogranicza nr 42 – Szczecin
- samodzielny batalion ochrony pogranicza nr 44 – Trzebież
- samodzielny batalion ochrony pogranicza nr 46 – Międzyzdroje
- samodzielny batalion kutrów granicznych – Szczecin
- flotylla ścigaczy WOP – Trzebież.

Etat brygady przewidywał: 5 batalionów, 1886 wojskowych i 12 pracowników cywilnych.
Na terenie odpowiedzialności brygady funkcjonowało sześć GPK:
- Graniczna Placówka Kontrolna nr 11 „Gryfin” (rzeczna)
- Graniczna Placówka Kontrolna nr 12 „Kołbaczewo” (drogowa)
- Graniczna Placówka Kontrolna nr 13 „Gumieńce” (kolejowa)
- Graniczna Placówka Kontrolna nr 14 „Szczecin” (morska)
- Graniczna Placówka Kontrolna nr 15 „Nowe Linki” (drogowa)
- Graniczna Placówka Kontrolna nr 17 „Świnoujście” (morska).

## Żołnierze brygady

### Dowódcy brygady
- ppłk Aleksander Bochan (do 1.03.1949)
- ppłk Stanisław Bański.

### Oficerowie brygady
- Bolesław Bonczar.

## Przekształcenia
3 Oddział Ochrony Pogranicza → 3 Szczeciński Oddział WOP → 8 Brygada Ochrony Pogranicza → 12 Brygada WOP → 12 Pomorska Brygada WOP → Pomorska Brygada WOP → Pomorski Oddział Straży Granicznej